# 斯蒂芬斯 (密蘇里州)
斯蒂芬斯（英語：Stephens）是位於美國密蘇里州卡勒韋縣的非建制地區。

## 歷史
斯蒂芬斯的郵局於1862年設立，其後於1957年停運。

## 地理
斯蒂芬斯所處的海拔為高於海平面267米（即876英呎），而該地所採用的時區為UTC-6，即北美中部時區（CST）。同時該地設有夏令時間，為UTC-6調快一小時，即UTC-5（CDT）。